# Stenosphenus gaumeri
Stenosphenus gaumeri är en skalbaggsart som beskrevs av Bates 1892. Stenosphenus gaumeri ingår i släktet Stenosphenus och familjen långhorningar. Inga underarter finns listade i Catalogue of Life.